# Jim Chen
Jim Chen (* 1966) ist ein US-amerikanischer Rechtswissenschaftler. Er ist Professor und Dekan an der Louis D. Brandeis School of Law der University of Louisville.

## Leben
Chen studierte von 1983 bis 1987 an der Emory University. 1987–1988 war er als Fulbright-Stipendiat an der Universität Island. 1991 erhielt er seinen Juris Doctor von der Harvard University. Danach arbeitete er am United States Court of Appeals for the Fourth Circuit unter J. Michael Luttig und am Obersten Gerichtshof der Vereinigten Staaten unter Clarence Thomas. Von 1993 bis 2007 lehrte er an der University of Minnesota und war seit 2004 auch Dekan der juristischen Fakultät. Als Gastprofessor war er 1995 an der Universität Nantes, 1999 an der Heinrich-Heine-Universität Düsseldorf und 2000 an der Slowakischen Landwirtschaftlichen Universität Nitra. Seit 2007 ist er an der University of Louisville.

## Arbeit
Chens Arbeit umfasst Verwaltungsrecht, Agrarrecht, Verfassungsrecht, Marktregulierung, Umweltrecht, Industriepolitik und Gesetzgebung.

## Bücher (Auswahl)
- Daniel A. Farber, Jim Chen, Robert Verchick, Lisa Sun: Disaster Law and Policy. 2. Auflage. Aspen Publishers, New York u. a. 2009, ISBN 978-0-7355-8834-9.